# 캐럴 (음악)
캐럴(carol)은 일반적으로 종교적이지만 반드시 기독교 교회 예배와 관련이 있는 것은 아니며 때로는 춤을 동반하는 축제 노래이다. 캐럴러는 캐럴을 부르는 사람을 말하며, 캐럴링(또는 캐럴링)이라고 한다.
오늘날 캐럴은 거의 독점적으로 대림절 캐럴, 크리스마스 캐럴로 표현되며, 그보다 적은 정도는 부활절 캐럴로 표현된다. 그러나 현재 종교와의 연관성에도 불구하고 항상 그런 것은 아니다.

## 역사
캐럴(carol)이라는 단어는 가수들이 반주하는 원형 댄스인 고대 프랑스어 carole에서 파생되었다(라틴어 코라우라(choraula)에서 파생됨). 캐럴은 1150년대부터 1350년대까지 춤곡으로 매우 인기가 높았으며, 이후 축제 기간 동안 부르는 행렬 노래로 사용이 확대되었고, 다른 것들은 종교적 신비극에 반주하기 위해 작곡되었다(예: 1534년 이전에 작곡된 "Coventry Carol").
신성한 음악은 전통적으로 성직자나 가톨릭 교회의 임명된 성가가 라틴어로 불렀다. 개신교 개혁 이후 개혁가들은 음악을 "사람들에게 다시" 전달하는 것을 목표로 삼았다. 일반 사람들이 교회 음악을 부를 수 있도록 라틴어의 음악 가사를 사람들이 사용하는 모국어로 번역하려는 많은 노력이 이루어졌다. 루터교 기독교의 아버지인 마틴 루터는 미사 중에 회중 찬송을 장려했을 뿐만 아니라 전례 밖에서도 캐럴을 부르는 관습을 전파했다. 윌리엄 버드와 같은 작곡가들은 크리스마스를 맞아 캐럴이라고 부르는 모테트 같은 작품을 작곡했다. 그리고 시골 지역에서는 포크 캐럴이 계속해서 불려졌다. 그럼에도 불구하고 이 시기에 몇몇 유명한 캐럴이 작곡되었고, 19세기부터 더욱 강력하게 부활하여 저명한 작곡가들에 의해 작곡되고 각색되기 시작했다.

## 같이 보기
- 트릭 오어 트리팅